# Calochortus uniflorus
Calochortus uniflorus är en liljeväxtart som beskrevs av William Jackson Hooker och George Arnott Walker Arnott. Calochortus uniflorus ingår i släktet Calochortus och familjen liljeväxter. Inga underarter finns listade.

## Bildgalleri

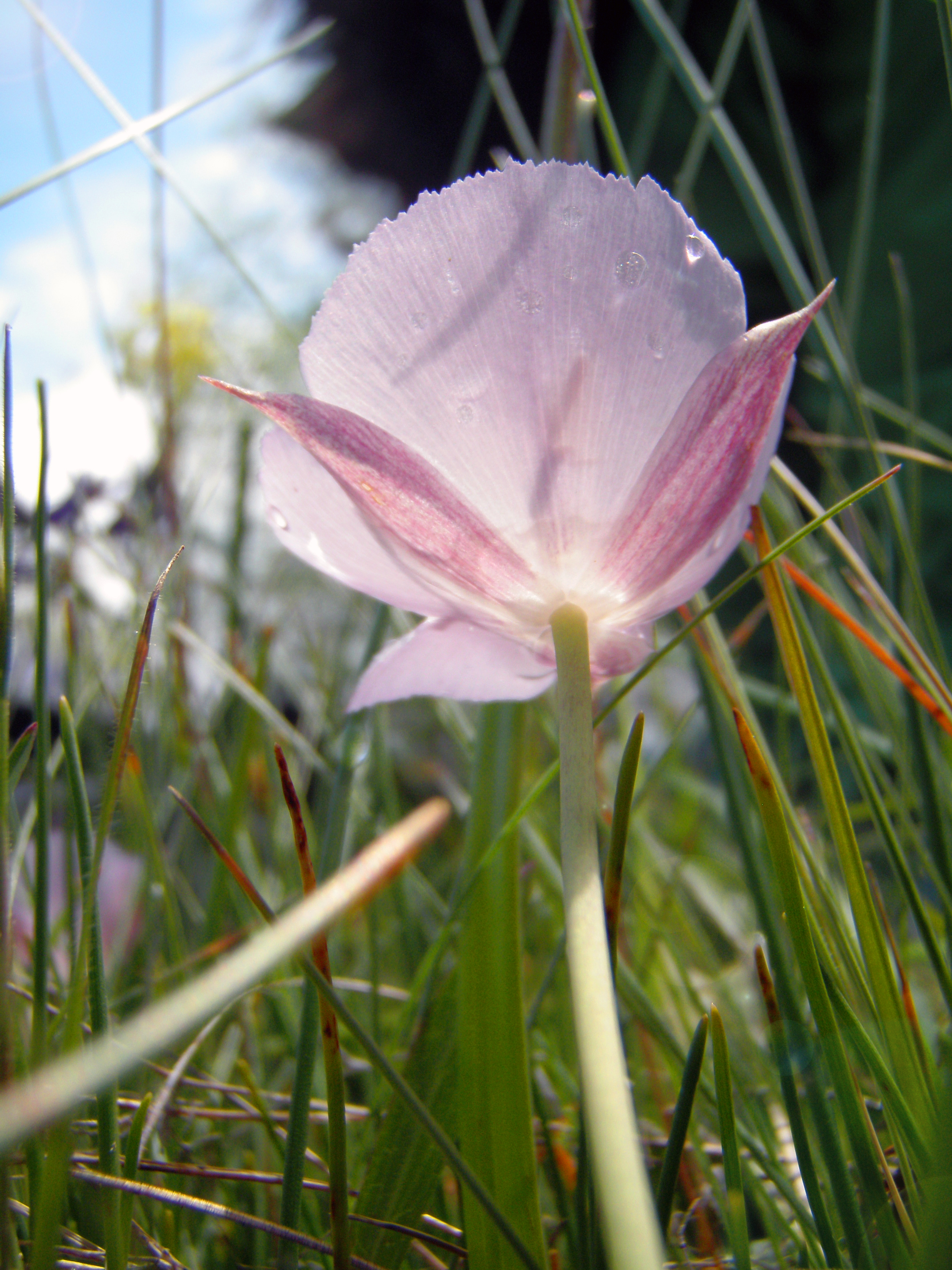